# 杜布納區

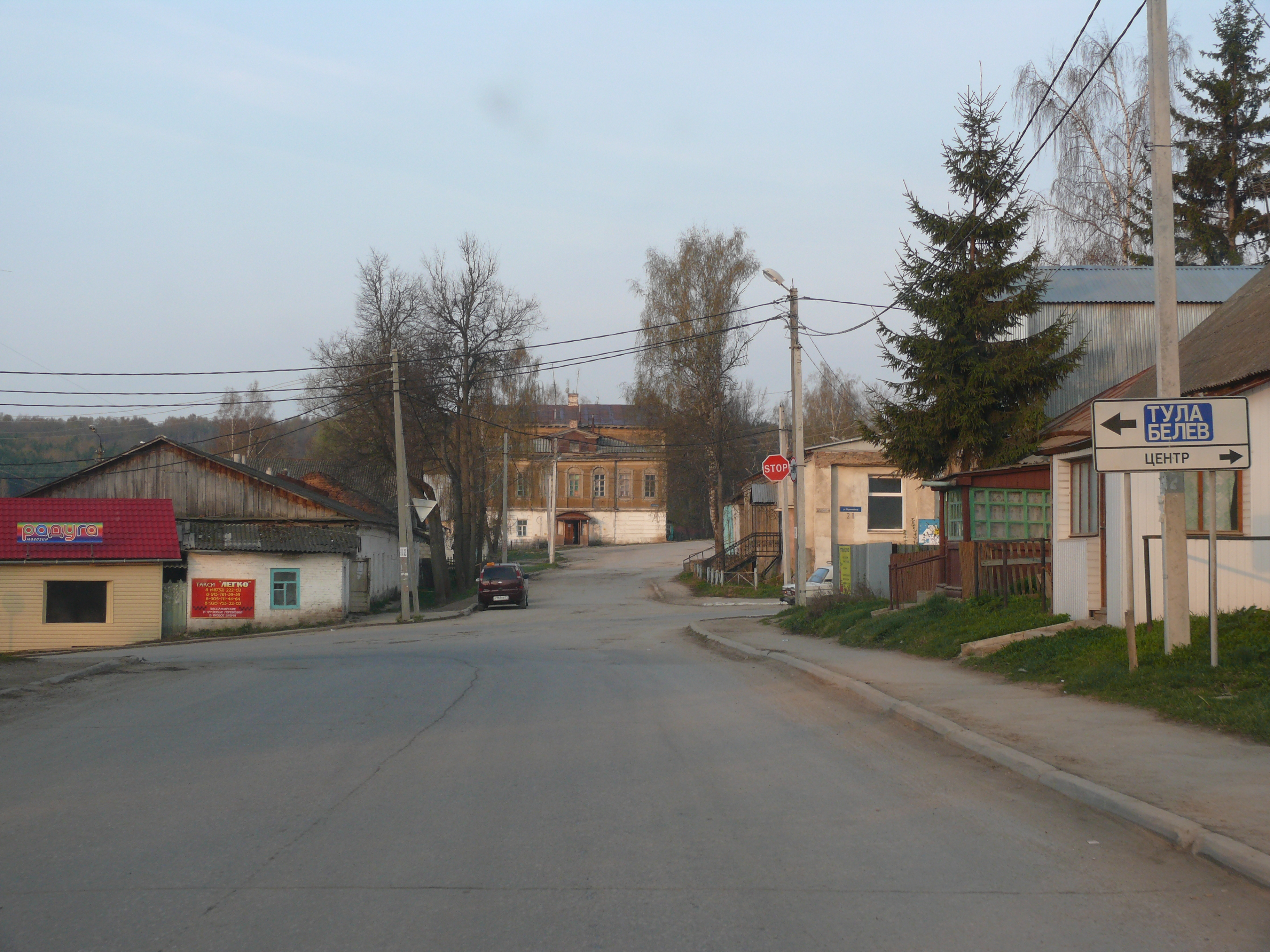

54°09′23″N 36°57′27″E / 54.15639°N 36.95750°E
杜布納區（俄语：Дубенский район），是俄羅斯的一個區，位於該國西部，由圖拉州負責管轄，面積約799平方公里，2010年該區人口14,618，人口密度為每平方公里18.3人。